# Dripping

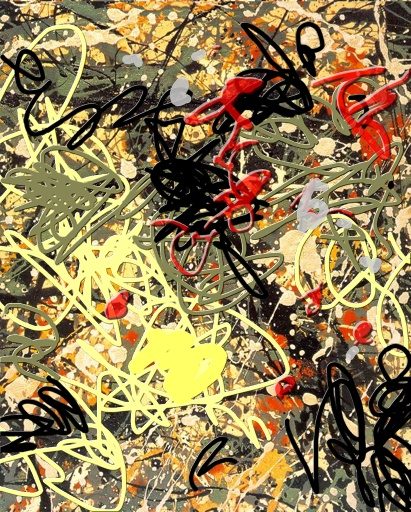
Peinture digitale imitant l'action painting.

Dans les arts plastiques, le dripping (de l'anglais to drip, « laisser goutter ») est une technique consistant à laisser couler ou goutter de la peinture, voire à projeter celle-ci sur des toiles ou surfaces horizontales de façon à obtenir des superpositions de plusieurs couleurs d'un même spectre. Cette technique, utilisée par bien des artistes, est constitutive de l'action painting ou « peinture gestuelle ».

## Historique
L'Américaine Janet Sobel (1894-1968) est généralement considérée comme ayant inventé cette technique qui a marqué la peinture du XXe siècle, mais elle a été éclipsée par Jackson Pollock qu'elle avait influencé. Ayant vu le travail de cette dernière en 1944 à la galerie Art of This Century, Jackson Pollock s'en inspira pour créer ses drippings (« égouttures ») en 1945.
S'il ne fut pas le premier à recourir à cette technique, Max Ernst l'utilisa en 1941 en remplissant de peinture une boîte et en perçant un trou dans le fond de celle-ci, avant de laisser goutter la peinture en un mouvement de va-et-vient au-dessus de la toile.